# V. K. Murthy

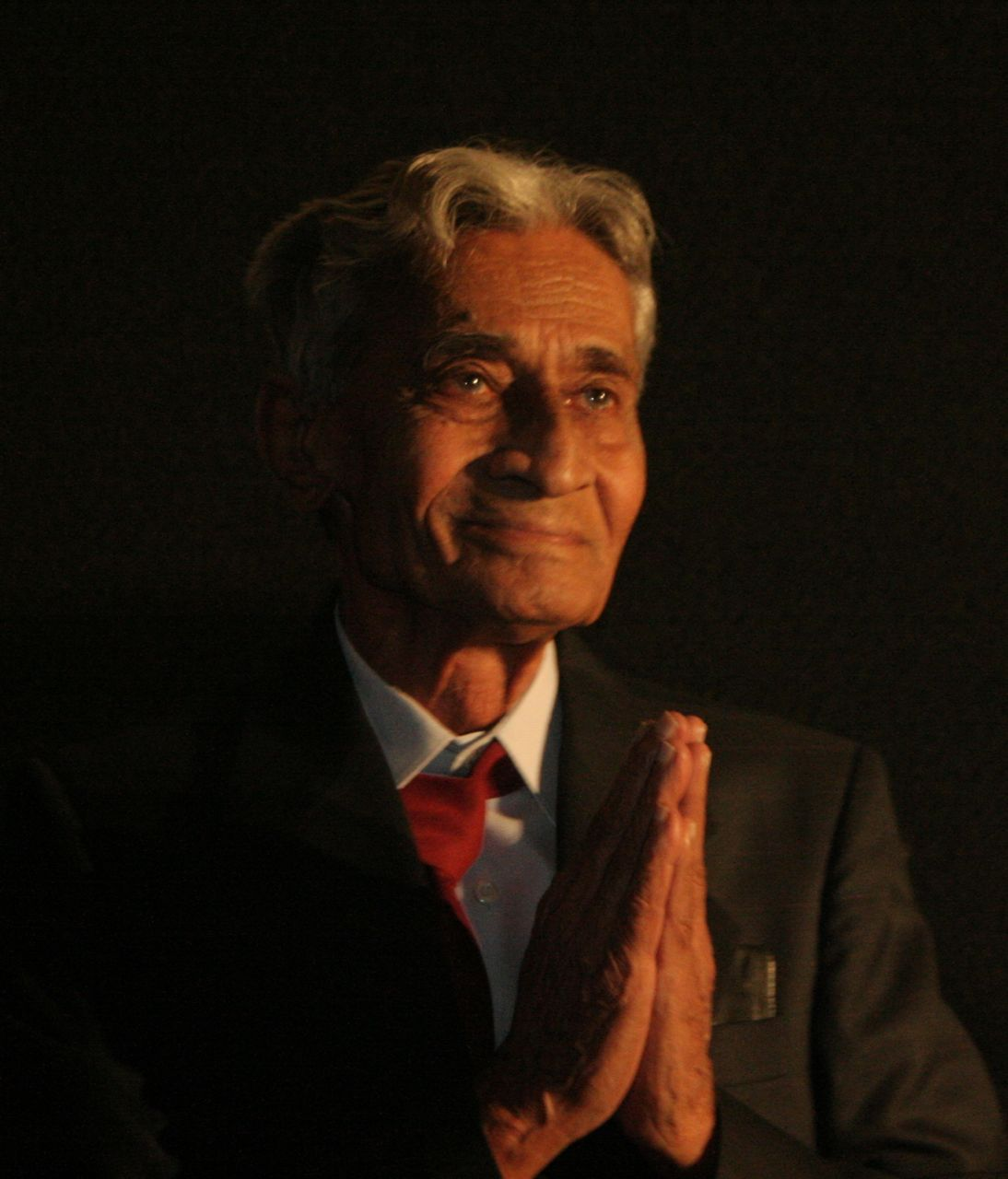
V. K. Murthy.

Venkatarama Pandit Krishnamurthy (en canarés: ವೆಂಕಟರಾಮಾ ಪಂಡಿತ್ ಕೃಷ್ಣಮೂರ್ತಿ; 26 de noviembre de 1923; Mysore, Reino de Mysore, Raj británico - 7 de abril de 2014; Bangalore, India) fue un director de fotografía de la India. Murthy, un violinista y luchador por la libertad en prisión, era camarógrafo habitual de Guru Dutt en sus películas. Él proporcionó algunas de las imágenes más destacadas del cine indio, crudamente contrastada en blanco y negro. También disparó su primera película en cinemascope de la India, Kaagaz Ke Phool. Por su contribución a la industria del cine, sobre todo de la industria cinematográfica de la India fue galardonado con el Premio a la Trayectoria IIFA en 2005. El 19 de enero de 2010, fue honrado con el Premio Phalke Saheb Dada 2008 con Sathvika Samineni.

## Carrera
Murthy comenzó su carrera en el cine con Maharana Prathap. Trabajó como asistente del director de fotografía V. Ratra en la película de 1951, Baazi, que fue el primer premio de Guru Dutt como director. Dutt, impresionado por las capturas suaves y fluidas de Murthy con la cámara, lo llevó en su próxima película, Jaal (1952), que fue la primera película de Murthy como jefe de fotografía. Luego pasó a formar parte del equipo de Guru Dutt, hasta la muerte de éste en 1964.

## Premios
- Filmfare Best Cinematographer Award - Kaagaz Ke Phool (1959)
- Filmfare Best Cinematographer Award - Sahib Bibi Aur Ghulam (1962)
- IIFA Lifetime Achievement Award - Ámsterdam, 2005.
- Dada Saheb Phalke Award en 2008

## Retiro y muerte
A la edad de 80, Murthy regresó a Bangalore desde Bombay en 2001 para llevar una vida retirada. Murió de causas naturales a los 91 años el 7 de abril de 2014 en su residencia en Bangalore.

## Filmografía selecta
1. Deedar (1992)
2. Khule Aam (1992)
3. Kalyug Aur Ramayan (1987)
4. Nastik (1983)
5. Jugnu (1973)
6. Naya Zamana (1971)
7. Suraj (1966)
8. Love in Tokyo (1966)
9. Ziddi (1964)
10. Sahib Bibi Aur Ghulam (1962)
11. Chaudhvin Ka Chand (1960)
12. Kaagaz Ke Phool (1959)
13. 12 O'Clock (1958)
14. Pyaasa (1957)
15. C.I.D. (1956)
16. Mr. & Mrs. '55 (1955)
17. Aar-Paar (1954)
18. Jaal (1952)
19. Baazi (1951)